# 桑索斯 (底比斯国王)
桑索斯是一名底比斯王，是第16位 同时也是底比斯的末代君主。他统治时间可能很短暂，有时被称作玻俄提亚人的国王，底比斯人的国王。他被阿提卡的美兰托斯杀死。